# Bathyraja brachyurops
Bathyraja brachyurops is een vissoort uit de familie van de Arhynchobatidae. De wetenschappelijke naam van de soort is voor het eerst geldig gepubliceerd in 1910 door Fowler.